# Mleczków
Mleczków (prononciation : [ˈmlɛt͡ʂkuf]) est un village polonais de la gmina de Zakrzew dans le powiat de Radom de la voïvodie de Mazovie dans le centre-est de la Pologne.
Il se situe à environ 3 kilomètres au sud-est de Zakrzew (siège de la gmina), 9 kilomètres au nord-ouest de Radom (siège du powiat) et à 87 kilomètres au sud de Varsovie (capitale de la Pologne).
Le village comptait approximativement une population de 644 en 2008.

## Histoire
De 1975 à 1998, le village appartenait administrativement à la voïvodie de Radom.